# Copa Presidente de la República 2010 Selecciones
Este artículo muestra todas las selecciones participantes en la Copa Presidente de la República 2010, celebrada del 29 de julio al 1 de agosto de 2010 en el Callao, Perú.

## BrasilBrasil
- Entrenador: Luizomar De Moura

| #  | Name                                | Fecha de nacimiento | Talla | Peso | Ataque | Bloqueo |  |
| -- | ----------------------------------- | ------------------- | ----- | ---- | ------ | ------- |  |
| 2  | Francyne Aparecida Jacintho         | 16.07.1992          | 190   | 65   | 305    | 297     |  |
| 3  | Ana Beatriz Silva Correia           | 07.02.1992          | 187   | 74   | 290    | 285     |  |
| 4  | Rosane Andrade Maggioni             | 04.01.1992          | 183   | 73   | 288    | 285     |  |
| 5  | Priscila Oliveira Heldes            | 27.03.1992          | 178   | 65   | 286    | 279     |  |
| 6  | Sthefanie Tiele Martins Paulino     | 04.03.1993          | 191   | 75   | 307    | 300     |  |
| 7  | Carolina Azedo Won-Held de Freitas  | 17.01.1992          | 183   | 79   | 285    | 282     |  |
| 9  | Isabela Da Silveira Paquardi        | 03.04.1992          | 181   | 75   | 288    | 283     |  |
| 10 | Eduarda Kraisch                     | 07.05.1993          | 190   | 58   | 303    | 297     |  |
| 11 | Gabriela Guimarães                  | 14.12.1993          | 175   | 54   | 275    | 266     |  |
| 13 | Fernanda Kuchenbecker               | 24.01.1992          | 184   | 60   | 290    | 285     |  |
| 14 | Marjorie Fernanda Apolinario Correa | 12.09.1992          | 185   | 59   | 295    | 289     |  |
| 20 | Killara Mattos dos Santos           | 01.01.1992          | 160   | 60   | 230    | 200     |  |

## Trinidad y TobagoTrinidad y Tobago
- Entrenador: Francisco Cruz Jiménez

| #  | Nombre               | Fecha de nacimiento | Talla | Peso | Ataque | Bloqueo |  |
| -- | -------------------- | ------------------- | ----- | ---- | ------ | ------- |  |
| 1  | Andrea Kinsale       | 24.12.1989          | 188   | 65   | 315    | 297     |  |
| 2  | Jalicia Ross         | 26.07.1984          | 185   | 72   | 289    | 282     |  |
| 3  | Channon Thompson     | 29.03.1984          | 182   | 72   | 289    | 277     |  |
| 4  | Kelly-Anne Billingy  | 15.05.1986          | 187   | 87   | 316    | 303     |  |
| 5  | Shurvette Beckle     | 08.11.1993          | 189   | 65   | 289    | 290     |  |
| 6  | Sinead Jack          | 08.11.1993          | 188   | 65   | 314    | 294     |  |
| 7  | Abby Blackman        | 27.06.1993          | 183   | 65   | 304    | 293     |  |
| 9  | Rheeza Grant         | 10.08.1986          | 181   | 70   | 294    | 279     |  |
| 10 | Courtneemae Clifford | 06.07.1990          | 165   | 60   | 275    | 270     |  |
| 14 | Delana Mitchell      | 23.09.1987          | 180   | 65   | 290    | 285     |  |
| 16 | Krystle Esdelle      | 01.08.1984          | 187   | 67   | 291    | 282     |  |
| 17 | Abigail Gloud        | 15.07.1987          | 182   | 65   | 285    | 282     |  |

## PerúPerú
- Entrenadora: Natalia Málaga

| #  | Nombre              | Fecha de nacimiento | Talla | Peso | Ataque | Bloqueo |  |
| -- | ------------------- | ------------------- | ----- | ---- | ------ | ------- |  |
| 1  | Cary Vásquez        | 14.03.1993          | 1.74  |      |        |         |  |
| 2  | Daniela Uribe       | 11.12.1993          | 1.83  | 65   | 302    | 292     |  |
| 3  | Grecia Herrada      | 13.03.1993          | 1.75  | 65   | 298    | 288     |  |
| 4  | María Fátima Acosta | 25.05.1992          | 1.65  | 57   | 277    | 270     |  |
| 5  | Vivian Baella       | 3.08.1992           | 1.75  | 65   | 290    | 282     |  |
| 6  | Alexandra Muñoz     | 16.08.1992          | 1.77  |      |        |         |  |
| 7  | Lisset Sosa         | 26.06.1992          | 1.74  | 64   | 284    | 279     |  |
| 8  | Katherine Olemar    | 10.05.1993          | 1.74  |      |        |         |  |
| 9  | Raffaella Camet     | 14.09.1992          | 1.79  |      |        |         |  |
| 10 | Diana Gonzales      | 12.01.1992          | 1.74  |      |        |         |  |
| 11 | Clarivett Yllescas  | 11.08.1993          | 1.81  |      |        |         |  |
| 12 | Sandra Chumacero    | 10.01.1992          | 1.76  |      |        |         |  |

## República DominicanaRepública Dominicana
- Entrenador: Wagner Pacheco

| #  | Nombre                | Fecha de nacimiento | Talla | Peso | Ataque | Bloqueo |  |
| -- | --------------------- | ------------------- | ----- | ---- | ------ | ------- |  |
| 2  | Winifer Fernández     | 6.07.1994           | 1.65  |      |        |         |  |
| 3  | Zoraida Heredia       |                     | 1.77  |      |        |         |  |
| 4  | Marisol Concepción    | 10.11.1991          | 1.91  |      |        |         |  |
| 8  | Marifranchi Rodríguez | 29.08.1990          | 1.85  |      |        |         |  |
| 10 | Yennifer Ramírez      | 17.03.1993          | 1.84  |      |        |         |  |
| 11 | Yonkaira Peña         | 10.05.1993          | 1.86  |      |        |         |  |
| 12 | Gabriela Reyes        | 6.11.1992           | 1.75  |      |        |         |  |
| 18 | Brayelin Martínez     | 1996                | 1.90  |      |        |         |  |
| 19 | Erasma Moreno         | 25.11.1991          | 1.83  |      |        |         |  |

- Datos: Q5787379